# 昭和町大學住宅
昭和町大學住宅，是台灣日治時期建於台北市昭和町的住宅群，大約建於昭和初期的1930年代。昭和町是伴隨台北帝國大學等學校的設立而發展的區域，昭和2年（1927年）台北高商（台大管理學院前身）的老師發起「大學住宅信用利用購買組合」，在昭和町一代共同購買土地，建設自用住宅，逐漸形成郊外住宅地─昭和町。
範圍約今和平東路一段、青田街、溫州街、永康街一帶。建築格局、形式與一般官式宿舍不同。昭和町距離南邊的台北帝國大學和西邊的台北高等學校，皆在步行可及範圍內，所以居民多半是教師，從日治時期起就是台灣學術的發信地。至今仍可見部分日式宿舍，大部分集中在青田街一帶。

## 戰後發展
戰後，部分住宅由原住戶的日籍教授轉借台籍友人，成為第二代住戶，如足立仁與馬廷英。其他則作為台灣大學教職員宿舍。
1970年代後，部分建築開始拆除改建，台大開始規劃將校外的日式平房改建為公寓式的學人宿舍，而引發了青田街社區的老屋保存意識，舉辦系列展覽並提報文化資產，並由在地居民爭取，被劃定為「青田街保存區聚落風貌保存專用區」。自2006年，分布在和平東路、青田街一帶的住宅已指定為台北市歷史建築。

## 文化資產

### 馬廷英故居
足立仁舊居，戰後作為臺大地質系馬廷英教授使用，現由青田七六在此營業。

### 殷海光故居
戰後由台大哲學系教授殷海光居住，2008年11月，作為殷海光故居開放參觀。

### 羅銅壁寓所
現住者羅銅壁教授，曾任中研院副院長。

### 翁通楹寓所
現住者翁通楹教授，曾任臺大工學院院長。

### 丁觀海、丁肇中寓所
為臺大教授丁觀海，以及其子丁肇中的兒時住宅。

### 青田街7巷2號
戰後為臺灣大學獸醫系劉榮標教授寓所。

### 青田街7巷8號
山本由松住宅

### 青田街8巷10號
戰後作為台電宿舍，現為和合青田茶館。

### 青田街9巷4號
現由華擘文創公司進駐。

### 溫州街22巷4號
戰後臺大外文系教授俞大綵、前國防部長俞大維、農學院許文富教授等曾先後在此居住。

### 和平東路1段187號
前為交通部宿舍，修復後做為聲音光年，留聲機故事館。

### 和平東路1段183巷7弄6號
戰後由臺大醫學院院長楊思標居住。現為遊山茶訪台北青田會所。

## 外部連結
- 青田七六（繁體中文）（英文）（日語）
- 青田七六部落格 （页面存档备份，存于）
- 青田七六的Facebook專頁
- 青田七六的Instagram帳戶